# Joanna Pieczara
Joanna Pieczara-Królewska (ur. 28 października 1966 w Gliwicach) – polska piosenkarka, gitarzystka, pianistka, kompozytorka z kręgu ballady i poezji śpiewanej; nauczycielka.

## Życiorys
Świadomym wykonywaniem i komponowaniem ballad zainteresowała się w wieku 15 lat. Przez kilka lat śpiewała wiersze polskich poetów (m.in. Leopolda Staffa, Jerzego Harasymowicza, Jarosława Iwaszkiewicza), a od lat 90. XX wieku również teksty autorstwa Danuty Spadek – do muzyki własnej i innych autorów, m.in. Grzegorza Śliwińskiego (Piosenka szalonego), czy Wojciecha Królewskiego. Z biegiem czasu ewoluowała forma i treść jej piosenek; od lżejszych (opiewających np. uroki przyrody), do utworów dojrzalszych w swojej wymowie. Zadebiutowała będąc na drugim roku studiów Akademii Wychowania Fizycznego w Katowicach – zajęła II miejsce w Przeglądzie Piosenki „Nuta dla każdego”, zorganizowanym przez studentów w akademiku na Ligocie. W maju 1987 roku wzięła udział w krakowskiej imprezie „Śpiewać każdy może”, prowadzonej przez Zbigniewa Książka w SCK Pod Jaszczurami (skład jury: Edward Lubaszenko, Wiesław Wójcik, Andrzej Sikorowski, Andrzej Zaucha, Jerzy Fedorowicz, Antoni Krupa, Marek Stryszowski, Janusz Grzywacz, Andrzej Zarycki). Jest laureatką licznych przeglądów, festiwali i konkursów piosenki studenckiej, takich jak: Piostur, Turystyczny Przegląd Piosenki Studenckiej „Danielka”, Bakcynalia, Ogólnopolska Turystyczna Giełda Piosenki Studenckiej w Szklarskiej Porębie (1988 – III miejsce za muzykę do wiersza J. Harasymowicza pt. Dom w zimie, II miejsce za wykonawstwo), Nocne Śpiewanie na Zamku w Świeciu, Yapa (1993 – II miejsce za wykonanie piosenki Dedykacja), gdzie zajmowała głównie I i II miejsca. Do momentu zakwalifikowania się artystki do Studenckiego Festiwalu Piosenki w Krakowie, co miało miejsce w 1992 roku – często zmieniał się skład jej zespołu towarzyszącego przez który przewinęli się m.in. Dariusz Mędrecki (gitara basowa), Oskar Kowalski (fortepian) oraz gitarzyści Jarosław Jędrysiak (absolwent Akademii Ekonomicznej w Katowicach) i Wojciech Królewski (ur. 8 marca 1969 w Gliwicach, zm. 20 lutego 2014 tamże; absolwent Wydziału Prawa Uniwersytetu Śląskiego w Katowicach – mąż Joanny Pieczary). W maju 1993 roku piosenkarka wzięła udział w imprezie „Juvenaliowe Spotkania z Piosenką” i została finalistką XXIX SFP w Krakowie (eliminacje miały miejsce 27 kwietnia 1993 r. w katowickim klubie „Medyk”). W konkursie krakowskiego festiwalu wystąpiła w duecie z W. Królewskim i wykonała piosenki Nie taki całkiem szary blues i Odpowiedź na list. W tym samym roku nagrała album pt. Spacer do innych miejsc. W sesji nagraniowej wzięli udział: Wojciech Królewski (gitara), muzycy zespołu Stare Dobre Małżeństwo – Krzysztof Myszkowski (śpiew) i Roman Ziobro (gitara basowa) oraz Marek Rajss (instrumenty perkusyjne). 21 października 1994 roku Joanna Pieczara i Wojciech Królewski zagrali recital w ramach cyklicznej imprezy „Herbatka Pana Radka” w Kędzierzynie Koźlu.
Joanna Królewska jest nauczycielką w Zespole Szkół Ogólnokształcących nr 8 w Gliwicach. 30 sierpnia 2020 roku artystka wraz z córką Anną Królewską (śpiew) i Tomaszem Grabowskim (gitara akustyczna) dała recital w pubie IBU Craft Beers w Gliwicach.

## Dyskografia

### Albumy
- 1993: Spacer do innych miejsc (MC, Paweł Komolibus – P.K. 08)[13][17]
- Strona A:

1. Spacer do innych miejsc
2. Oczekiwanie
3. Dedykacja
4. Pieśń
5. Tobie wiosna-mnie zima (gościnnie: Krzysztof Myszkowski – śpiew)[5]
6. Pieśń szalonego
7. Czucie niewinne
8. Nic więcej

- Strona B

1. Odpowiedź na list
2. Nie taki całkiem szary blues
3. Jesienne niebo
4. Pożegnanie
5. W zimie
6. Słowa
7. Przewrotna samba
8. Pieśń o życiu
9. Wspomnienie

### Kompilacje
- 1993: Yapa'93. Konkurs (MC): Dedykacja[7]
- 2019: Krzysztof Myszkowski – Urodzony w środę (CD Krzysztof Myszkowski, Polskie Radio, Myszka Records – KM201901): Tobie wiosna, mnie zima[5]